# Collinston
Collinston är en ort (village) i Morehouse Parish i Louisiana. Vid 2010 års folkräkning hade Collinston 287 invånare.